# Szent Miklós-templom (Dobroc)
A Szent Miklós-templom műemlékké nyilvánított épület Romániában, Hunyad megyében. A romániai műemlékek jegyzékében a  HD-II-m-B-03310 sorszámon szerepel.